# Гросрадль
Гросрадль (нем. Großradl) — коммуна (нем. Gemeinde) в Австрии, в федеральной земле Штирия. 
Входит в состав округа Дойчландсберг.  Население составляет 1464 человека (на 31 декабря 2005 года). Занимает площадь 32,00 км². Официальный код  —  6 03 13.

## Политическая ситуация
Бургомистр коммуны — Альфред Раух (АНП) по результатам выборов 2005 года.
Совет представителей коммуны (нем. Gemeinderat) состоит из 15 мест.
- АНП занимает 10 мест.
- СДПА занимает 4 места.
- АПС занимает 1 место.